# Ульянов Дмитро Ілліч
Дмитро Ілліч Ульянов (рос. Дмитрий Ильич Ульянов; 4 (16) серпня 1874, Симбірськ, Російська імперія — 6 липня 1943, Горки Ленінські, Московська область, Російська РФСР) — діяч російського революційного руху; член Комуністичної партії з 1903 року, в революційному русі з 1894 року; молодший брат В. І. Леніна.

## Біографія
Народився 4 (16 серпня) 1874 року в Симбірську. 
У 1893 році закінчив Самарську гімназію і вступив на медичний факультет Московського університету. Був членом марксистських гуртків, московського «Робочого союзу». 
У 1897 арештований, з 1898 року жив під гласним наглядом поліції в Подольську.
З 1900 року агент «Іскри». 
У 1901 році закінчив медичний факультет Юр'ївського (Тартуського) університету. 
З 1902 року працював лікарем на півдні Росії. 
У 1903 році вів революційну роботу в Тулі, делегат 2-го з'їзду РСДРП, потім агент ЦК РСДРП в Києві. Неодноразово піддавався арештам.
У роки Революції 1905–1907 років працював лікарем у Симбірську і був членом комітету РСДРП, потім у Серпуховському повіті, Феодосії.
З жовтня 1903 р. до 2 січня 1904 р. й у листопаді 1904 по січень 1905 р. проживав у м. Києві, квартирі № 4 у будинку по вул. Пушкінська, 32-А Прибув у Київ у серпні 1903 за дорученням ЦК РСДРП. Спочатку жив на сучасній вул. Богдана Хмельницького, 80. Офіційно займався медичною практикою у клініці М. Жука на вул. Саксаганського, 122. Нелегально брав участь у діяльності Російського бюро ЦК РСДРП, один з трьох членів якого Г. Кржижановський жив на сусідній вул. Терещенківській, 11. 2 січня 1904 р. Д. Ульянов був заарештований, до 22 листопада утримувався в Лук'янівській в'язниці. Звільнений за браком доказів. 10 січня 1905 р. виїхав з Києва. 
У період з 1911 по 1914 роки проживав у двоповерховій будівлі на території колишньої дачі Броневського С. М. у Феодосії. Саме тут у квітні — травні 1913 року у нього гостювали мати — Марія Олександрівна Ульянова та молодша сестра Ганна Іллівна Єлізарова-Ульянова. Під час першої світової війни 1914–1918 мобілізований в армію, служив військовим лікарем у Севастополі, Одесі, сануправлінні Румунського фронту, вів революційну роботу. Учасник боротьби за Радянську владу в Криму.
З грудня 1917 року член Таврійського комітету РСДРП (б). У 1918–1919 роках у партійному підпіллі Криму. 
У 1919 році член Євпаторійського комітету РКП (б), Ревкому, заступник голови Кримського РНК. 
У 1920–1921 роки член Кримського обкому РКП (б) і Ревкому. З 1921 року в Москві в Наркомздоров'я, Комуністичному університеті ім. Я. М. Свердлова. З 1933 року в науковому секторі поліклініки Сануправління Кремля. Одночасно з лікарською діяльністю вів роботу в Центральному музеї В. І. Леніна.
У 1941–1942 жив в рідному Ульяновську, потім в Москві. Делегат 16, 17-го з'їздів партії. Помер 6 липня 1943 року в Ленінських Горках. Похований в Москві на Новодівочому кладовищі.

## Пам'ять

погруддя у Сімферополі

30 квітня 1971 року в Сімферополі в сквері на вулиці Желябова Дмитру Ульянову встановлене погруддя. В Маріуполі на вулиці Куїнджі, 48, на будинку де він перебував у квітні 1920 року, за радянських часів була встановлена меморіальна дошка.

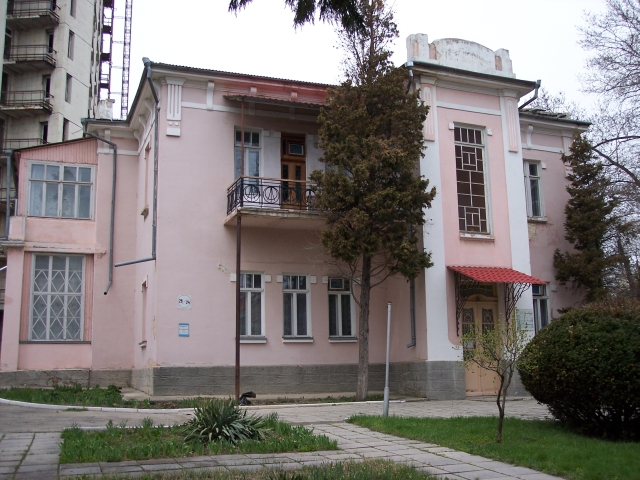
Будівля у Феодосії, де проживали Ульянови

На будівлі у Феодосії, де проживали Ульянови, по вул. Генерала Горбачова, 5, на території Феодосійського військового клінічного санаторію встановлена пам'ятна дошка. Також у місті одна з вулиць носить ім'я Дмитра Ульянова.

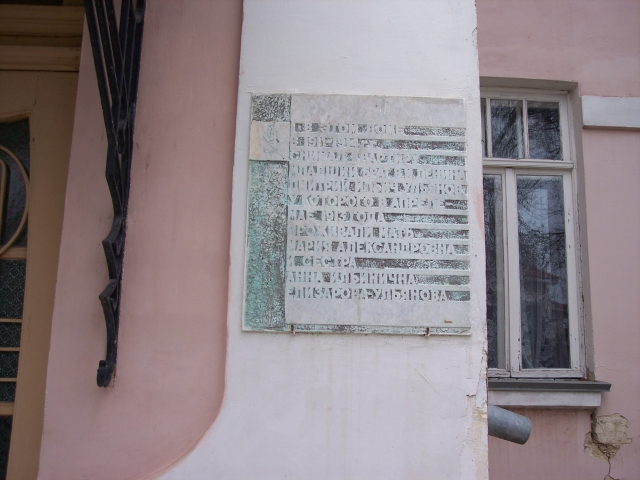
Пам'ятна дошка на будівлі у Феодосії, де проживали Ульянови

У Севастополі біля школи №34 іменем Ульянова названо вулицю і встановлено погруддя.

## У мистецтві
- У Криму не завжди літо — художній фільм (1987)